# Perfect Symmetry
Perfect Symmetry — третій студійний альбом англійської групи Keane, який вийшов 13 жовтня 2008 року.

## Композиції
1. Spiralling - 4:19
2. The Lovers Are Losing - 5:04
3. Better Than This - 4:03
4. You Haven't Told Me Anything - 3:47
5. Perfect Symmetry - 5:12
6. You Don't See Me - 4:03
7. Again and Again - 3:50
8. Playing Along - 5:35
9. Pretend That You're Alone - 3:47
10. Black Burning Heart - 5:23
11. Love Is the End - 5:37

## Позиція в чартах
| Хіт-парад       | Найвища позиція |
| --------------- | --------------- |
| Австралія       | 33              |
| Аргентина       | 1               |
| Бельгія         | 8               |
| Канада          | 7               |
| Німеччина       | 10              |
| Нідерланди      | 3               |
| Португалія      | 5               |
| Швеція          | 6               |
| Швейцарія       | 18              |
| Велика Британія | 1               |
| Іспанія         | 7               |
| США             | 7               |

## Учасники запису
- Том Чаплін — вокал, гітара
- Тім Райс-Окслі — клавішні, бек-вокал
- Річард Г'юз — ударні
- Джессі Квін — бас, бек-вокал